# Julie Quang
Rany Angot (sinh ngày 18 tháng 1 năm 1951) là một ca sĩ nhạc trẻ ở miền Nam Việt Nam trước năm 1975 và sau này ở hải ngoại; thường được biết đến với nghệ danh Julie Quang hay Julie. Cô là vợ cũ của ca sĩ Duy Quang.

## Tuổi thơ
Julie Quang tên thật là Rany Angot, sinh ngày 18 tháng 1 năm 1951 trong một gia đình có sáu chị em mà cô là chị cả. Cha cô là lính Ấn Độ trong Quân đội viễn chinh Pháp. Mẹ cô là bà Nguyễn Thị Hoài, người đã gây nguồn cảm hứng cho Phạm Duy viết nên bản nhạc Mái tóc chị Hoài.
Lúc 11 tháng tuổi, cả gia đình Julie Quang theo cha cô chuyển qua Pondicherry, Ấn Độ. Năm năm sau, mẹ Julie Quang cùng chị em cô quay về sống với ông bà ngoại ở Cần Thơ. Lúc này, dù gia đình rất nghèo, nhưng mẹ cô vẫn tằn tiện cho cô theo học trường tư thục Công Giáo Regina Pacis ở Sài Gòn và mua cho cô rất nhiều tờ nhạc để cô sưu tầm cũng như tập dợt. Trong thời gian học ở trường, cô tham gia văn nghệ bằng giọng ca bản năng của một cô bé 7, 8 tuổi, sau đó tham gia những ban văn nghệ không tên tuổi.

## Sự nghiệp âm nhạc

### Trong nước
Năm 16 tuổi, Julie Quang chính thức bước vào sự nghiệp âm nhạc với sự khuyến khích của mẹ. Cô tham gia ban nhạc The Sunshines với nghệ danh Julie tại Đại hội Nhạc trẻ vào cuối năm 1967 ở rạp Đại Nam. Sau đó, cô hợp tác với ban Free Ones, chuyên hát nhạc Pháp, nhạc Anh cho các căn cứ quân đội Hoa Kỳ ở Long Bình, Biên Hòa, Nha Trang, Ban Mê Thuột, Tân Sơn Nhất... Julie hát được nhiều loại nhạc, gồm nhạc nước ngoài và nhạc kích động. Giọng hát của Julie Quang tự bản chất là trong trẻo. Nhưng cô tập hát bằng giọng ngực nên giọng mới khàn khàn.
Năm 17 tuổi, Julie yêu và đến ở chung với Duy Quang tại Phú Nhuận, cả hai không đăng ký hôn thú nhưng có một cô con gái chung. Phạm Duy đổi nghệ danh cho cô thành Julie Quang (cô dùng lại tên Julie sau khi chia tay Duy Quang) và sáng tác nhiều bản nhạc dành riêng cho con dâu của mình như Mùa thu chết, Vòng tay nữ sinh, Hai khía cạnh cuộc đời. Ngoài ra, lúc này Julie Quang còn hát vài bản của Lê Uyên Phương.
Năm 1970, phong trào nhạc trẻ Việt Nam nở rộ, các người con trai của nhạc sĩ Phạm Duy gồm Duy Quang, Duy Cường, Duy Minh, Duy Hùng thành lập ban nhạc The Dreamers. Trong thời gian này, Julie Quang và ban The Dreamers thường xuyên trình diễn tại ba phòng trà Tự Do, Ritz, Queen Bee. Sau khi Julie Quang sang Pháp, Thái Hiền thế chỗ.

### Hải ngoại
Julie Quang rời Việt Nam sang Pháp vào dịp Giáng sinh năm 1974 và bị kẹt tại đây vì sự kiện 30 tháng 4 năm 1975.
Năm 1978, dù đã ly thân, Julie Quang vẫn đứng ra bảo lãnh cho Duy Quang qua Pháp. Sang năm 1979, cả hai đoàn tụ cùng gia đình Phạm Duy ở thị trấn Midway, California, Hoa Kỳ.
Sang Hoa Kỳ, Julie Quang hoạt động trở lại. Cô xuất hiện trên băng video, CD của Trung tâm Thanh Lan, Trung tâm Asia và nhiều trung tâm nhỏ khác. Cô bắt đầu sáng tác, những bản nhạc Anh tuyệt vời, Ngàn năm vẫn đợi viết chung với Khúc Lan đã được giới yêu nhạc mến mộ. Nổi tiếng nhất là bài Tàn tro do cô viết lời Việt vẫn còn được yêu thích đến tận nay.
Năm 2003, sau khi phát hành album cuối cùng Hát Không Dám Buồn, Julie Quang từ chối tất cả lời mời biểu diễn, mặc dù cô vẫn tham gia hát cho các chương trình với mục đích thiện nguyện, cộng đồng.

## Danh mục nhạc sau 1975
Danh sách này không đầy đủ, bạn cũng có thể giúp mở rộng danh sách.

### Sáng tác
Hầu hết là nhạc ngoại quốc viết lời Việt.
- Anh tuyệt vời (viết cùng Khúc Lan)
- Bài ngợi ca tình yêu (viết cùng Phạm Duy)
- Cánh buồm mơ
- Chìa khóa tình yêu
- Dặn dò (nhạc Nhật Ngân, lời Julie)
- Dứt tình (viết cùng Phạm Duy)
- Giữa hai cuộc tình (Torn Between Two Lovers) (viết cùng Phạm Duy)
- Hoa hạnh phúc (La Vie En Rose)
- Hương trinh (nhạc Ngô Minh khánh, lời Julie)
- Kề bên anh
- Khi yêu sẽ thấy
- Lạy trời thôi mưa
- Mai Hoa
- Mưa mùa thu
- Nắng đã xa trời
- Ngàn năm vẫn đợi (viết cùng Khúc Lan)
- Nỗi sầu
- Rượu say vơi sầu
- Sầu tương tư
- Tàn tro
- Tình như cánh sao
- Thuyền hồng
- Yêu anh một lời thôi
- Vào thu nửa đời (phóng tác về đời mình dựa theo Une Femme à 40 Ans)

### Album CD, Cassette
- Buồn Ơi Xin Chào Mi (Quê Mẹ, 1982)
- Mùa Thu Chết (Thế Giới Nghệ Sĩ 4)
- Vào Thu Nửa Đời (Mimosa)
- Bài Thơ Vu Quy (Làng Văn, 1992)
- Nỗi Lòng (Mai Productions, 1992)
- Niềm Nhớ Cuối Cùng (hát cùng Trịnh Nam Sơn, Mai Productions, 1992)
- Vết Thương Tình Yêu (World Productions)
- Trái Tim Sắt Đá (World Productions)
- Vời Vợi Yêu Thương (Thanh Lan)
- Sầu tương tư (hát cùng Duy Quang, Thái Hiền và Anh Quý, Thanh Lan)
- Ngàn Năm Vẫn Đợi (Diễm Xưa)
- Ngàn Năm Vẫn Đợi 2 (hát cùng Khúc Lan, 1993)
- Ngàn Năm Vẫn Đợi 3 (1995)
- Tình Ca Muôn Thuở (hát cùng Duy Khiêm, Love Music, 1997)
- Hát Không Dám Buồn (2003)

### Trình diễn trên sân khấu
| Bài hát                | Bạn diễn             | Tác giả                               | Chương trình                                | Năm  |
| ---------------------- | -------------------- | ------------------------------------- | ------------------------------------------- | ---- |
| "Trở Về Bến Mơ"        |                      | Ngọc Bích                             | Asia 14: Yêu                                | 1997 |
| "Liên khúc nhạc Pháp"  | Jo Marcel, Thanh Lan |                                       | Asia 12: Việt Nam niềm nhớ                  | 1996 |
| "Người Đi Qua Đời Tôi" |                      | Phạm Đình Chương, thơ Trần Dạ Từ      | Asia 11: Thơ và Nhạc                        | 1996 |
| "Tháng Sáu Trời Mưa"   |                      | Hoàng Thanh Tâm, thơ Nguyên Sa        | Asia 9: Tình ca 75 - 95                     | 1995 |
| "Nửa Hồn Thương Đau"   |                      | Phạm Đình Chương, thơ Thanh Tâm Tuyền | Đêm Sài Gòn 6 - Tác giả & Tác phẩm          | 1995 |
| "Bài Thánh Ca Buồn"    |                      | Nguyễn Vũ                             | Asia 6: Đêm Sài Gòn 5 - Giáng Sinh Đặc Biệt | 1995 |
| "Mùa Thu Chết"         |                      | Phạm Duy                              | Asia 2: 10th Anniversary                    | 1993 |